# Acanthurus blochii
Acanthurus blochii (Valenciennes, 1835) è un pesce osseo marino appartenente alla famiglia Acanthuridae.

## Distribuzione e habitat
La specie è diffusa nell'Indo-Pacifico tropicale dalle coste orientali africane alle Hawaii e alle isole della Società; a nord arriva alle isole Ryūkyū mentre il limite meridionale dell'areale è l'isola di Lord Howe.
Vive nelle barriere coralline costiere, sia nella parte esterna che nelle lagune. Talvolta si può trovare nelle praterie di alghe e fanerogame marine. I giovanili vivono tra il detrito corallino.
Viene riportata una distribuzione batimetrica tra 2 e 15 metri di profondità.

## Descrizione
Questa specie, come gli altri Acanthurus, ha corpo ovale, compresso lateralmente. La bocca è piccola, posta su un muso sporgente; sul peduncolo caudale è presente una spina mobile molto tagliente. La pinna dorsale è unica e piuttosto lunga, di altezza uniforme. La pinna anale è simile ma più corta. La pinna caudale è debolmente lunata. Le scaglie sono molto piccole. La livrea è bluastra con punti brunastri che tendono ad allinearsi formando linee indefinite orizzontali. Sulla testa sono presenti striature blu irregolari, Dietro l'occhio è presente una macchia gialla, davanti all'occhio possono essere presenti striature irregolari più o meno confluenti sempre di colore giallo. Alla base della pinna caudale è presente una banda bianca che può talvolta essere assente. Le pinne pettorali sono brune o scure uniformi. Le pinne impari (dorsale, anale e caudale) sono blu scuro, la caudale spesso è blu vivo. Sulla pinna caudale sono presenti striature verticali scure.
La taglia massima nota è di 45 cm.

## Biologia
La longevità massima nota è di 35 anni.

### Comportamento
Forma di solito gruppi di piccole dimensioni ma anche grandi banchi nelle zone oceaniche.

### Alimentazione
Si ciba prevalentemente del biofilm algale che copre i granuli di sabbia, di detrito e di diatomee. Ingoia una grande quantità di sabbia durante l'alimentazione che si crede aiuti la digestione.

## Pesca
Viene pescato per l'alimentazione umana in alcune aree del suo range di distribuzione. Nelle Filippine è l'acanturide più ricercato.

## Acquariofilia
I giovanili si trovano sul mercato dei pesci d'acquario.

## Conservazione
Si tratta di una specie comune in tutto il vasto areale che occupa e le sue popolazioni sono numericamente stabili. È oggetto di pesca intensa per il consumo e questo ha portato a fenomeni localizzati di rarefazione nelle Filippine centrali ma non c'è alcun segnale di declino nel resto dell'areale. Per questi motivi la lista rossa IUCN lo classifica come "a rischio minimo".